# Gnaphalium jujuyense
Gnaphalium jujuyense là một loài thực vật có hoa trong họ Cúc. Loài này được (ex Cabrera) Cabrera mô tả khoa học đầu tiên năm 1978.